# Öxará

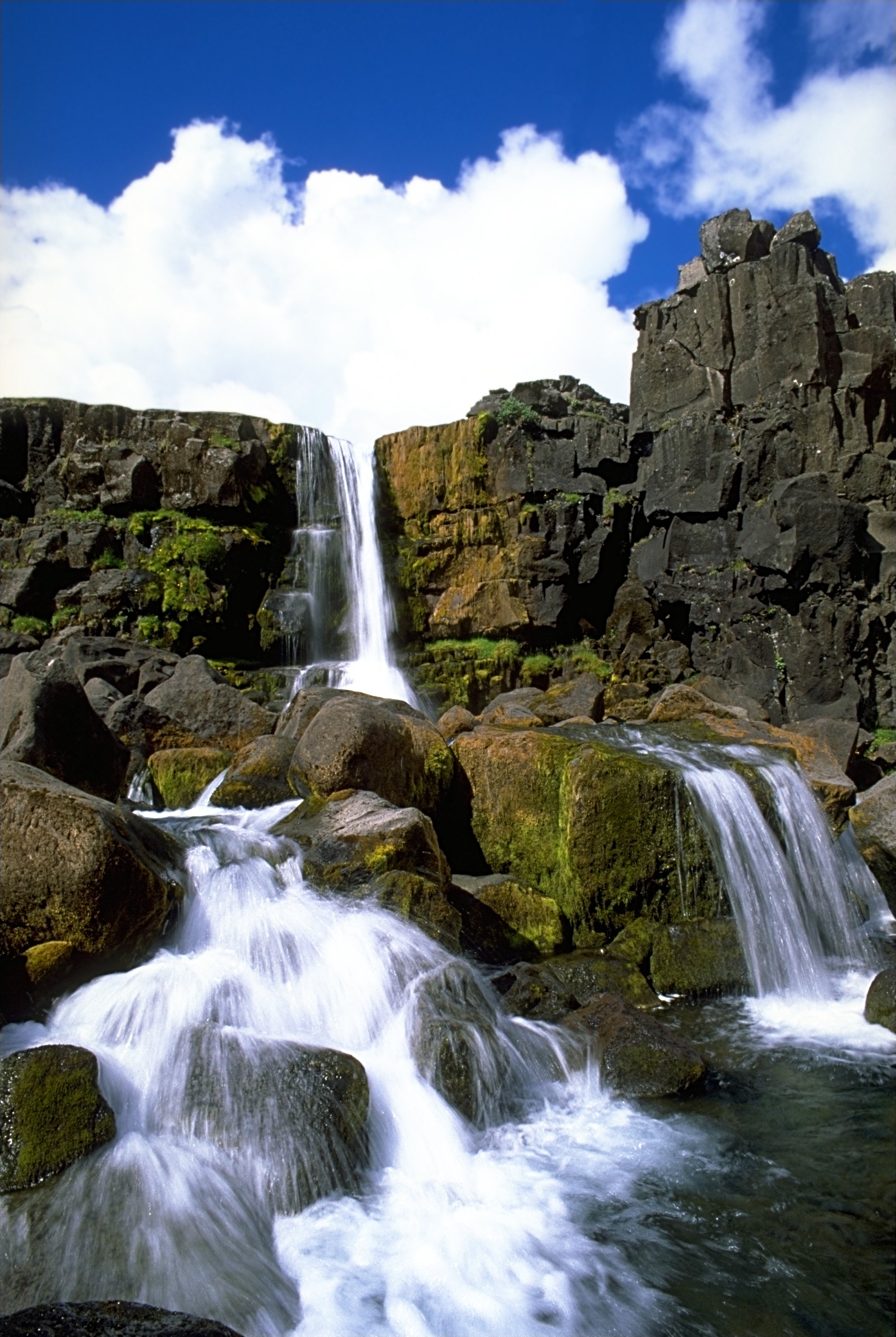
Vattenfallet Öxarárfoss

Öxará (isländska för yxa) är en flod på Island i Þingvellir nationalpark. Floden slutar senare i vattenfallet Öxarárfoss.